# Scotura atelozona
Scotura atelozona är en fjärilsart som beskrevs av Louis Beethoven Prout 1918. Scotura atelozona ingår i släktet Scotura och familjen tandspinnare. Inga underarter finns listade.